# Lorry-lès-Metz

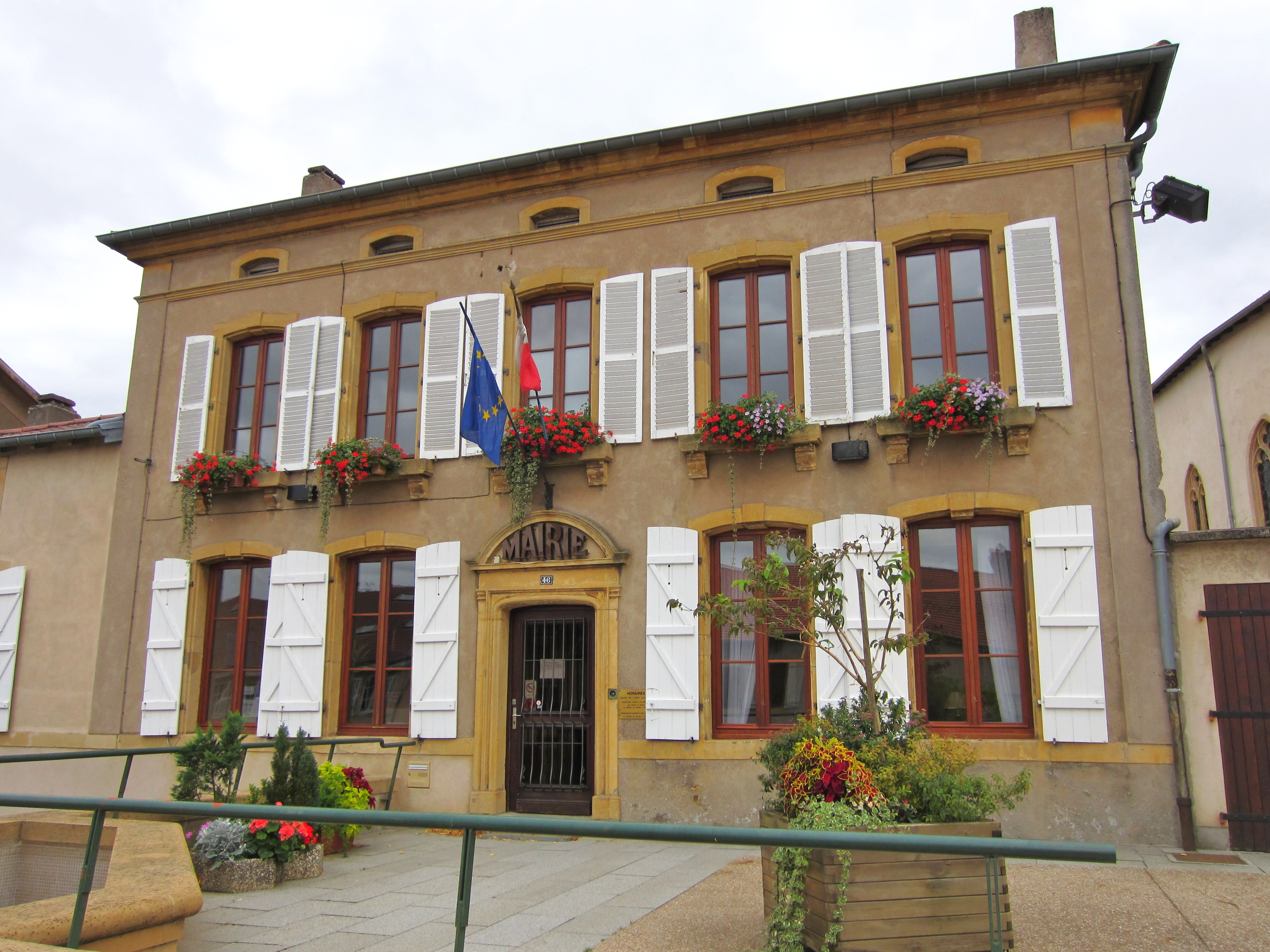
Rathaus (Mairie)

Dorf Lorry und zugehöriger Weiler Vigneulles, vier Kilometer nordwestlich der Stadt Metz auf der linken Seite der Mosel, auf einem Plan der Umgebung von Metz um 1900

Lorry-lès-Metz (deutsch Lorry bei Metz, Lorringen) ist eine französische Gemeinde mit 1726 Einwohnern (Stand 1. Januar 2022) im Département Moselle in der Region Grand Est (bis 2015 Lothringen). Sie gehört zum Arrondissement Metz.

## Geographie
Die Gemeinde grenzt im Südosten an den links der Mosel gelegenen Teil von Metz. Das Gemeindegebiet umfasst 6,03 km².

## Geschichte
Im Jahr 945 wurde der Ort als Lauriacum erwähnt. Die Ortschaft gehörte früher zum Bistum Metz.
Durch den Frankfurter Frieden vom 10. Mai 1871 kam die Region an das deutsche Reichsland Elsaß-Lothringen, und das damalige Dorf wurde dem Landkreis Metz im Bezirk Lothringen zugeordnet. Die Dorfbewohner betrieben Weinbau (2500 Hektoliter jährlich) sowie Obstbau.
Nach dem Ersten Weltkrieg musste die Region aufgrund der Bestimmungen des Versailler Vertrags 1919 an Frankreich abgetreten werden und wurde Teil des Département Moselle.
Im Zweiten Weltkrieg war die Region von der deutschen Wehrmacht besetzt.
Die Ortschaft trug 1915–1918 den deutschen Namen Lorringen und 1940–1944 Loringen.

### Bevölkerungsentwicklung
| Jahr      | 1962 | 1968 | 1975 | 1982 | 1990 | 1999 | 2007 | 2019 |
| Einwohner | 799  | 952  | 1224 | 1369 | 1365 | 1433 | 1401 | 1748 |

## Sehenswürdigkeiten

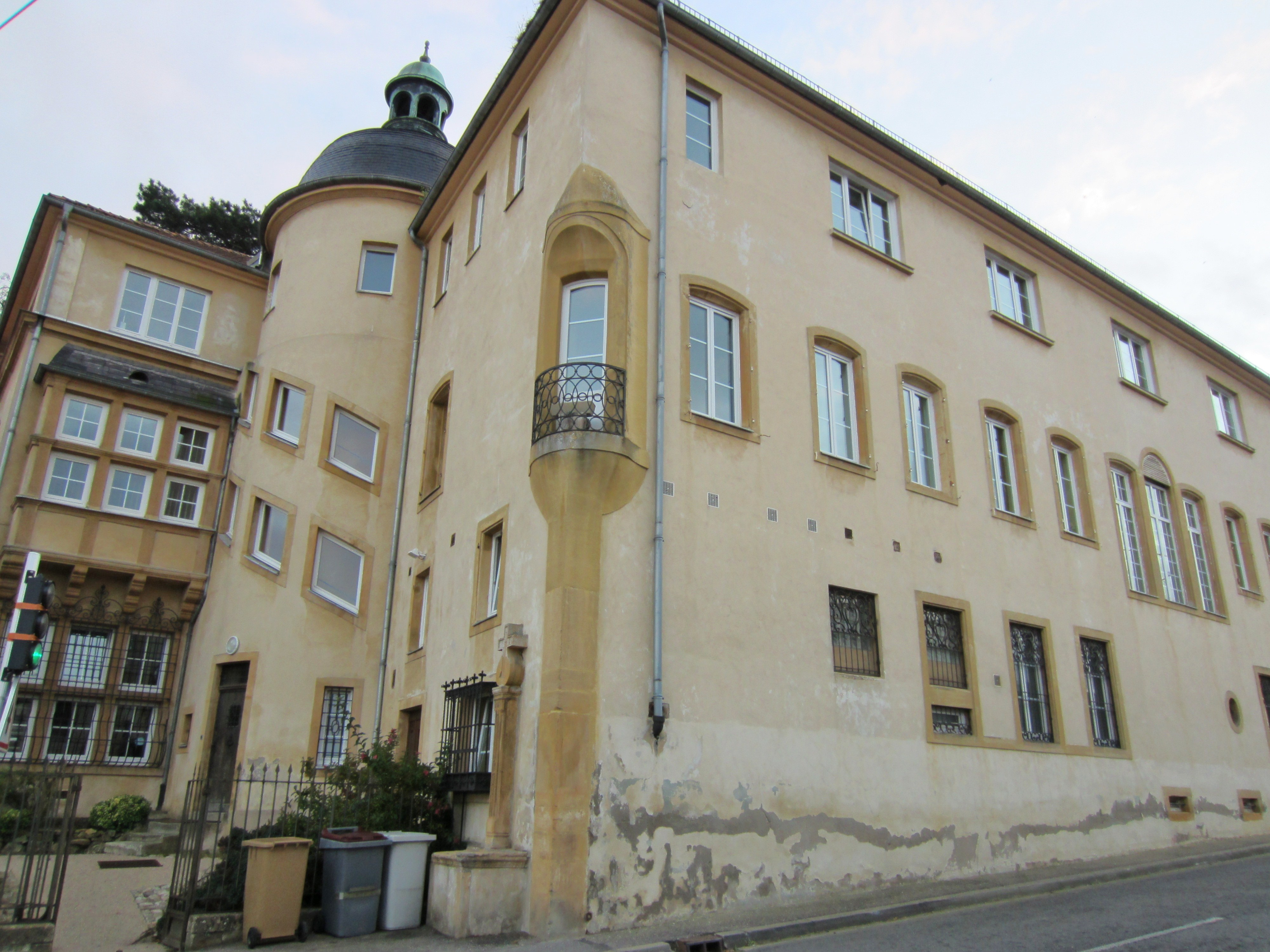
Schloss Malberg
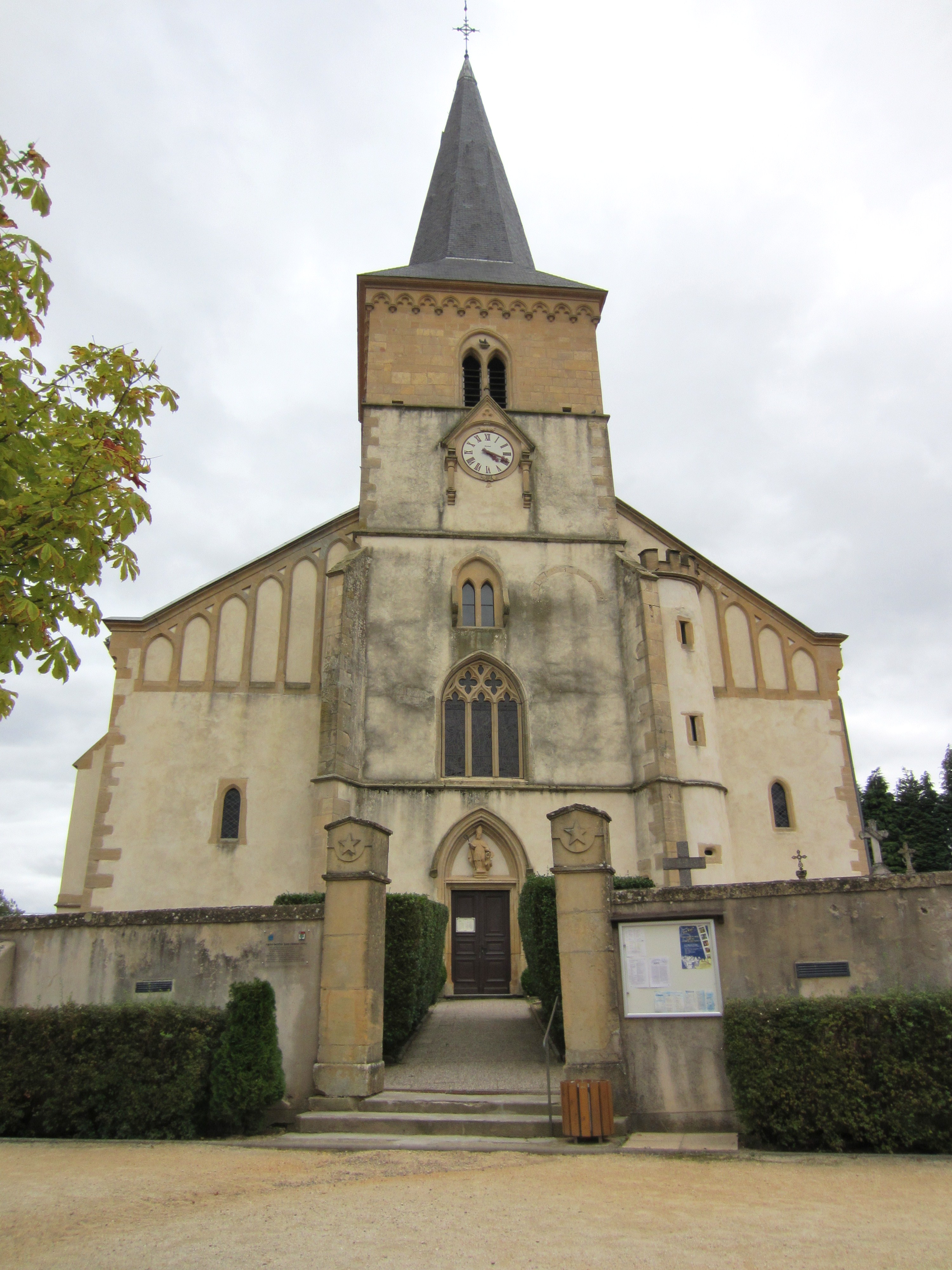
Kirche St. Clément
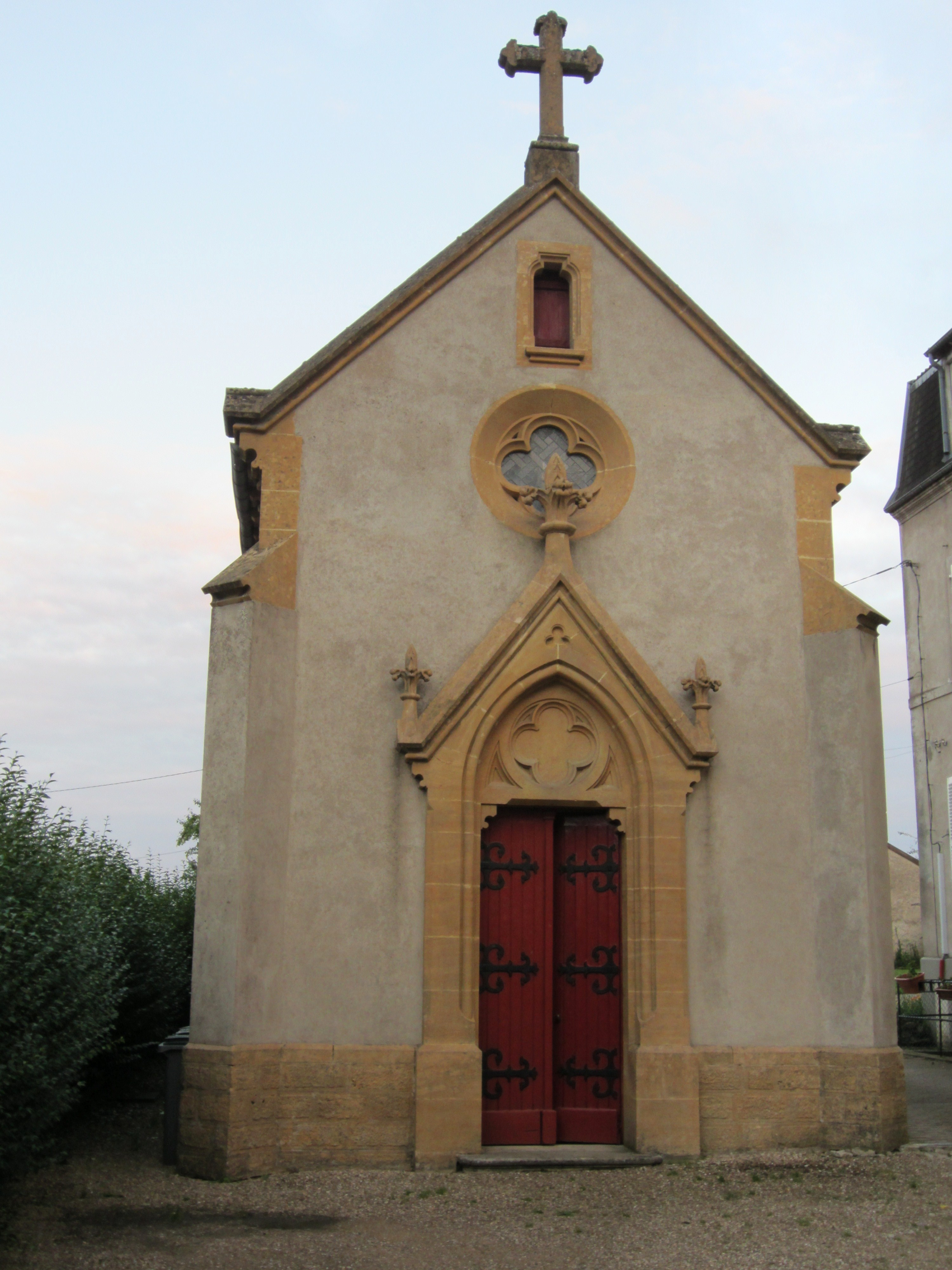
Kapelle St. François-de-Sales
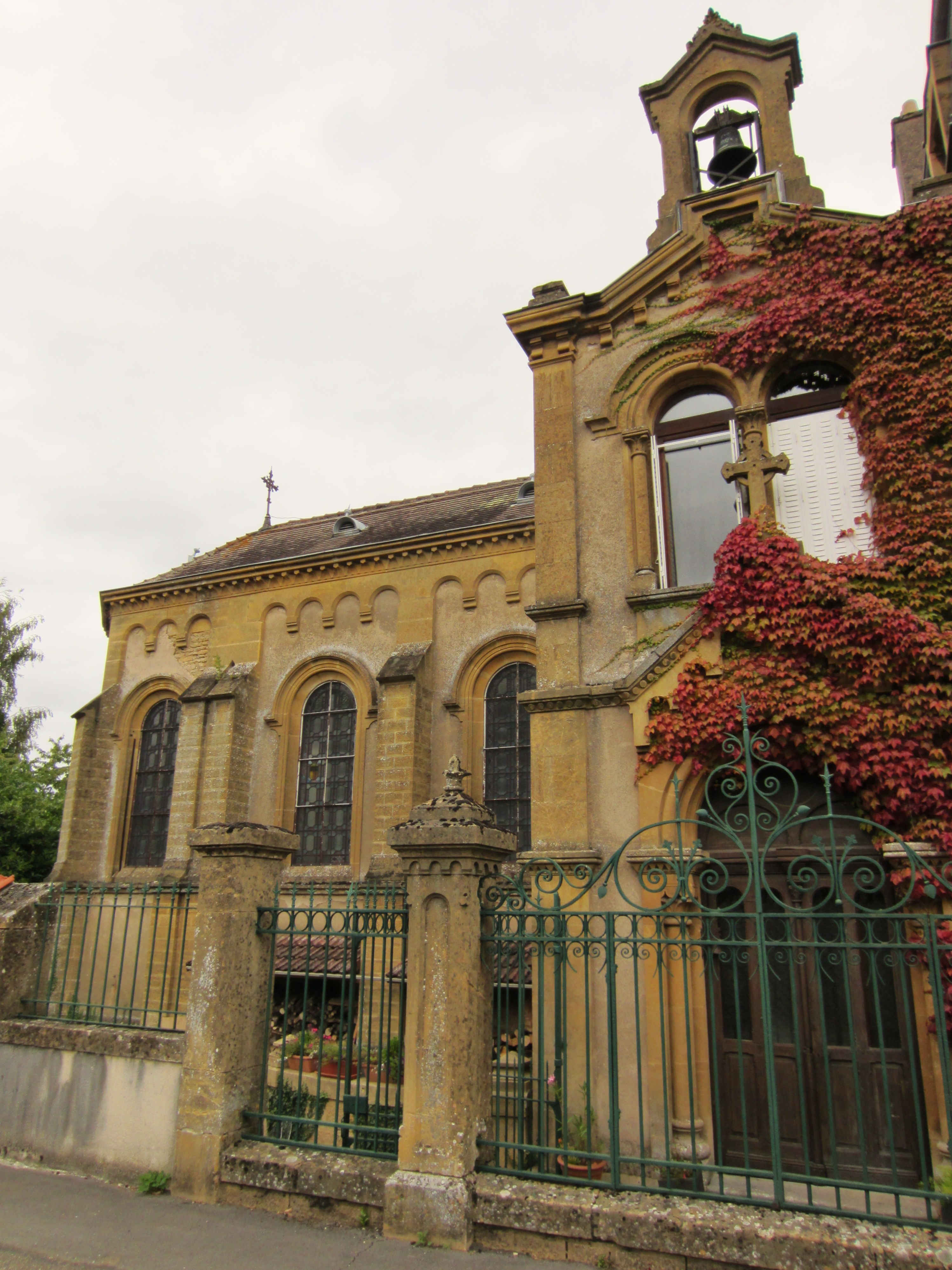
Kapelle im Ortsteil Vigneulles

## Persönlichkeiten
- Philippe de Vigneulles (1471–1528), Historiker und Chronist der Stadt Metz, wurde im Ortsteil Vigneulles geboren
- Ker-Xavier Roussel (1867–1944), französischer Maler, in Lorry geboren